# Design sonore
 (juin 2025).
Si vous disposez d'ouvrages ou d'articles de référence ou si vous connaissez des sites web de qualité traitant du thème abordé ici, merci de compléter l'article en donnant les références utiles à sa vérifiabilité et en les liant à la section « Notes et références ».
 (juin 2025).
La mise en forme du texte ne suit pas les recommandations de Wikipédia : il faut le « wikifier ».
Les points d'amélioration suivants sont les cas les plus fréquents. Le détail des points à revoir est peut-être précisé sur la page de discussion.
- Les titres sont pré-formatés par le logiciel. Ils ne sont ni en capitales, ni en gras.
- Le texte ne doit pas être écrit en capitales (les noms de famille non plus), ni en gras, ni en italique, ni en « petit »…
- Le gras n'est utilisé que pour surligner le titre de l'article dans l'introduction, une seule fois.
- L'italique est rarement utilisé : mots en langue étrangère, titres d'œuvres, noms de bateaux, etc.
- Les citations ne sont pas en italique mais en corps de texte normal. Elles sont entourées par des guillemets français : « et ».
- Les listes à puces sont à éviter, des paragraphes rédigés étant largement préférés. Les tableaux sont à réserver à la présentation de données structurées (résultats, etc.).
- Les appels de note de bas de page (petits chiffres en exposant, introduits par l'outil «  Source ») sont à placer entre la fin de phrase et le point final[comme ça].
- Les liens internes (vers d'autres articles de Wikipédia) sont à choisir avec parcimonie. Créez des liens vers des articles approfondissant le sujet. Les termes génériques sans rapport avec le sujet sont à éviter, ainsi que les répétitions de liens vers un même terme.
- Les liens externes sont à placer uniquement dans une section « Liens externes », à la fin de l'article. Ces liens sont à choisir avec parcimonie suivant les règles définies. Si un lien sert de source à l'article, son insertion dans le texte est à faire par les notes de bas de page.
- La présentation des références doit suivre les conventions bibliographiques. Il est recommandé d'utiliser les modèles {{Ouvrage}}, {{Chapitre}}, {{Article}}, {{Lien web}} et/ou {{Bibliographie}}. Le mode d'édition visuel peut mettre en forme automatiquement les références.
- Insérer une infobox (cadre d'informations à droite) n'est pas obligatoire pour parachever la mise en page.

Pour une aide détaillée, merci de consulter Aide:Wikification.
Si vous pensez que ces points ont été résolus, vous pouvez retirer ce bandeau et améliorer la mise en forme d'un autre article.

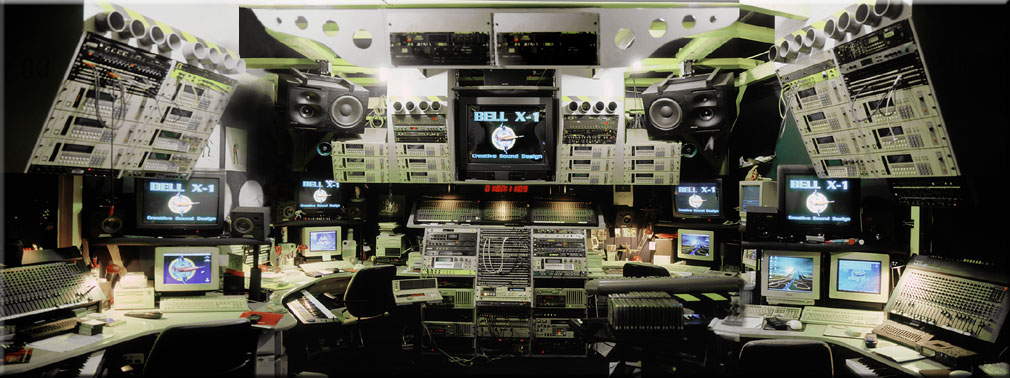
Studio Sound Design Bell X-1 Paris France 2002

Le design sonore, anglicisme venant de l'anglais sound design — en français : « conception sonore » ou « illustration sonore » (plus rarement utilisé) –, est l'art d'utiliser des éléments sonores afin d'obtenir un effet désiré. Il est employé dans différentes disciplines comme le cinéma, le théâtre, l'enregistrement et le mixage de musique, la réalisation de livres audio, le concert, le développement de jeux vidéo ou la publicité. Le design sonore implique généralement la manipulation d'objets musicaux ou de corps sonores. Un designer sonore — en anglais, sound designer — est une personne qui pratique l'art de la conception sonore.

## Histoire
La mise en scène du son et de la musique est présent dans toutes les civilisations préhistoriques et antiques ou de tradition orale.

### Théâtre
Une grande partie de ce qui constitue aujourd'hui le théâtre moderne provient de la commedia dell'arte. La musique et les effets sonores y étaient utilisées pour mettre le spectacle en valeur. Plus tard, dans le théâtre élisabéthain, les troupes utilisaient des effets sonores qui venaient d'en dehors de la scène, comme des cloches, des sifflements, des cuivres... Ces effets étant intégrés au script afin d'être joués aux moments appropriés.
Le compositeur futuriste italien Luigi Russolo fabrique des machines sonores baptisées intonarumori (« joueur de bruits ») pour ses représentations musicales et théâtrales futuristes dès 1913. Son manifeste « L'art des Bruits » théorise notamment l'emploi du son-bruit, et demeure le premier document écrit sur l'utilisation de sons abstraits dans le théâtre.

### Enregistrement sonore
La première utilisation d'un son enregistré au théâtre est peut-être celui d'un bébé en pleurs, joué sur un phonographe, dans un théâtre londonien en 1890. En 1906, Beerbohm Tree utilise des sons enregistrés dans sa mise en scène de Nero, tragédie de Stephen Phillip : il s'agit d'un son de bugle, de grognements et de cris de douleurs, enregistrés pour l'occasion et reproduits par un gramophone pendant le jeu. En 1927, une pièce sur Raspoutine d'Alexis Tolstoï et mise en scène par Erwin Piscator diffusait un enregistrement de la voix de Lénine.
C'est autour des années 1950, lorsque certains réalisateurs hollywoodiens commencent à mettre en scène des productions de Broadway, que le design sonore commence à prendre une réelle ampleur. Il n'y avait jusqu'alors pas de designer sonore pour les créations, la diffusion des enregistrements étant confiés au régisseur plateau assisté d'un électricien. En 1959 apparaît pour la première fois le terme de "sound designer" attribué à David Collison, aux côtés du régisseur lumière et du scénographe, sur l'affiche et dans le programme du Théâtre lyrique de Londres. Broadway suit quatre ans plus tard en donnant le titre de sound designer à Jack Mann pour son travail sur Show Girl.

### Techniques numériques
Durant les années 1980 et 1990, le MIDI et les technologies numériques contribuent à l'évolution rapide du design sonore.
Walt Disney utilise des systèmes de ce type pour contrôler l'image et le son dans ses parcs d'attraction (Disneyland). Ces fonctionnalités ont été intégrées dans le MIDI Show Control - un protocole ouvert de communication utilisé pour interagir avec divers appareils. Le premier spectacle utilisant pleinement le cahier des charges MSC est le Magic Kingdom Parade de Walt Disney World's Magic Kingdom en septembre 1991.

## Techniques actuelles
De nos jours, les techniques de design sonore s’appuient essentiellement sur les avancées numériques, tant sur le plan de la captation que de la transformation du son.

### Enregistrement sur le terrain et Foleys

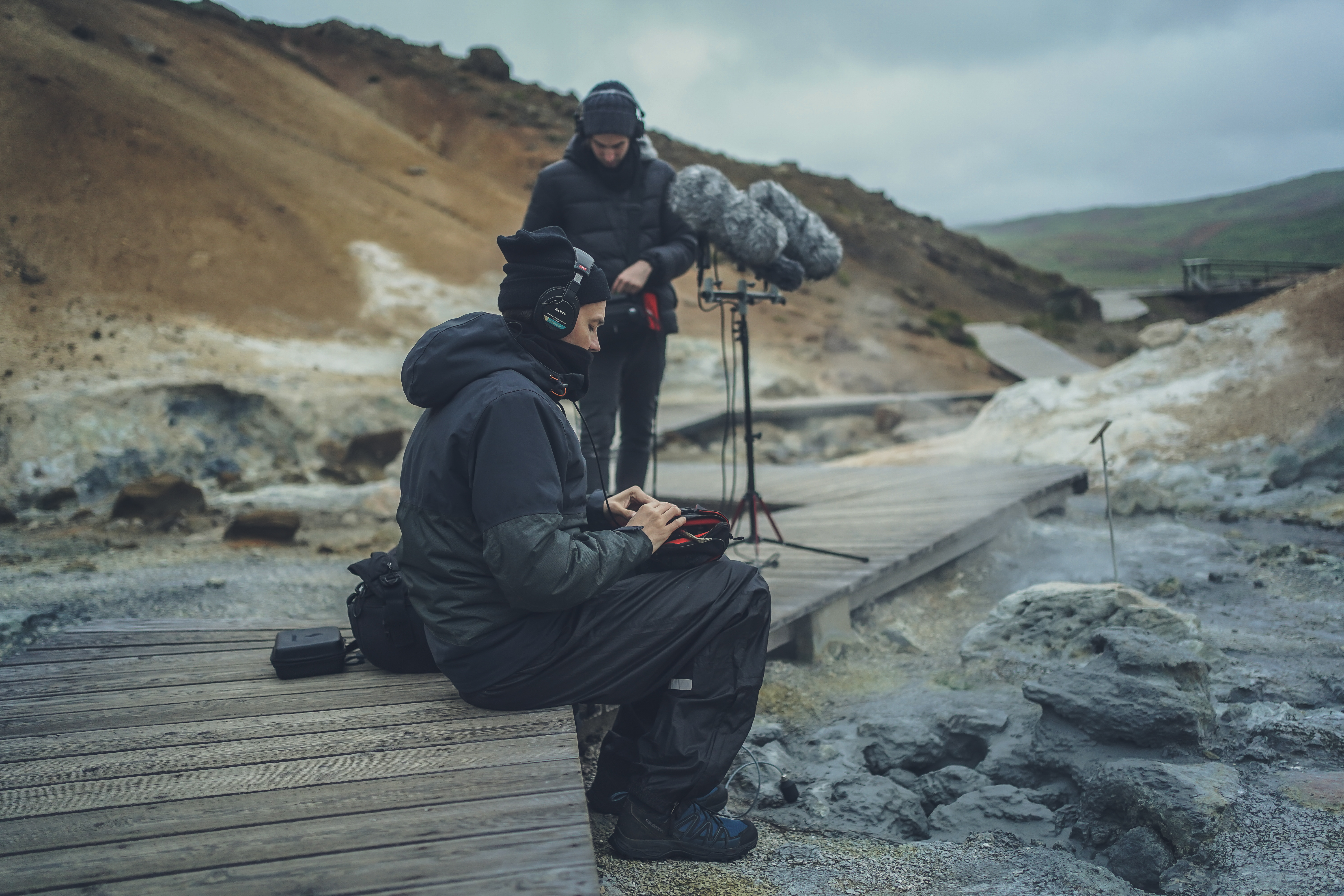
Deux individus lors d'un enregistrement sur le terrain en Islande dans la zone géothermique de Seltún.

Les enregistreurs portables haute résolution – capables de capturer un spectre étendu et de réduire le bruit de fond – ont révolutionné le field recording. Les techniques de placement de microphones suivent les configurations habituelles de la captation microphonique : A/B, XY, M/S, arbre Decca, ORTF, etc.

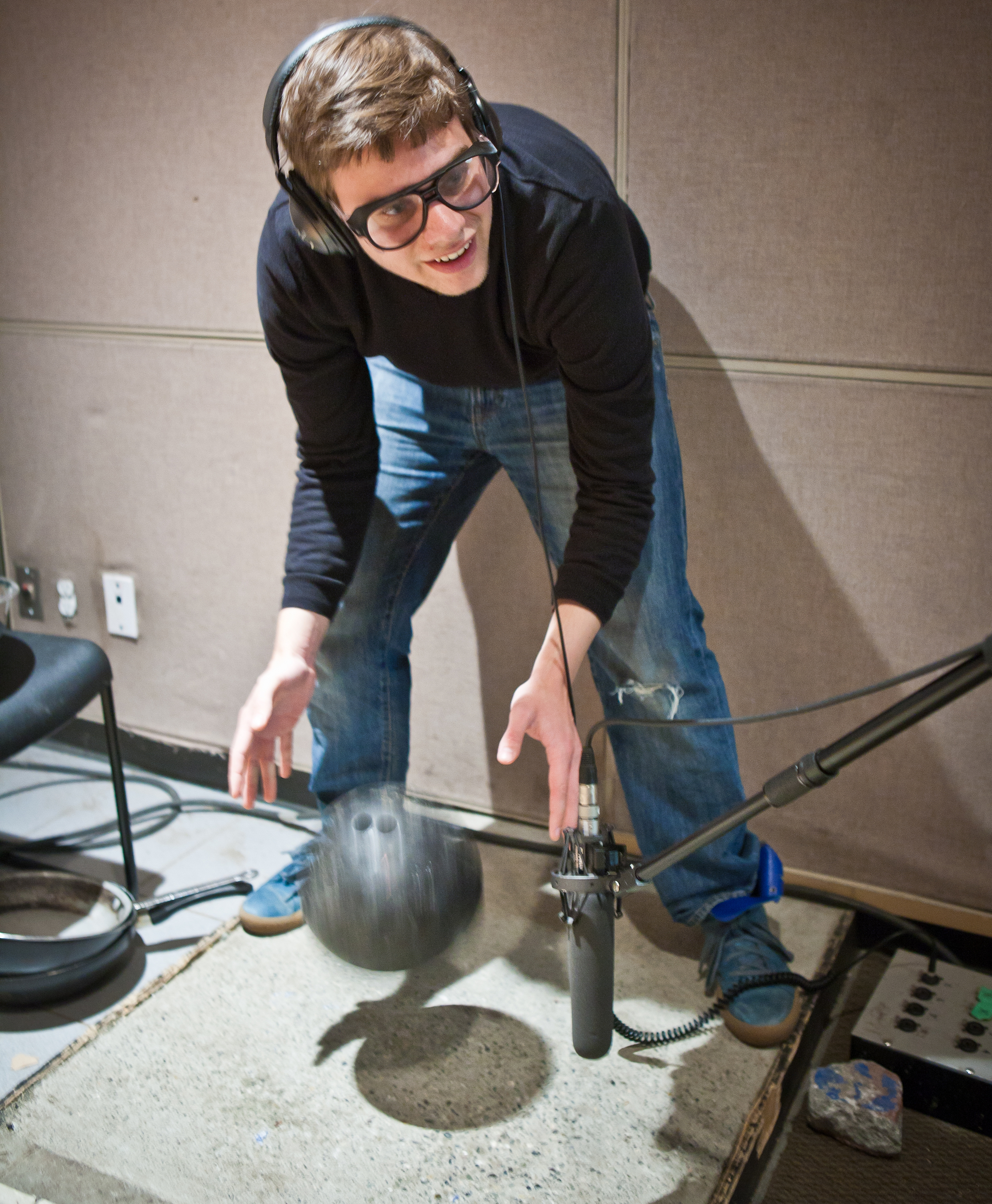
Les studios de bruitage sont équipés de tous les accessoires habituels - et inhabituels.

Parallèlement, l'enregistrement des bruitages (Foley) – souvent monophonique – se fait dans des studios spécifiques appelés « studio Foley », dit aussi « salle Foley ». Ces studios sont à l'image des ateliers d'artisans qui forment le son avec tout un tas d'objets, trouvés ou inventés, mis à leur disposition. On retrouve communément différents parterres (parquets, revêtements, béton, métal et surfaces granulaires), une variété d'habits et d'accessoires (paires de chaussures, vêtements, textiles en tout genre), des ustensiles de cuisine, parfois un réservoir d'eau et bien d'autres.
Les enregistrements sont ensuite nettoyés et normalisés pour être directement utilisés et/ou constitués en banques de son (bibliothèque sonore). Les noms des bibliothèques les plus usitées sont : BoomLibrary, Soundly, Sound Ideas, Sonniss, Pro Sound Effect, SoundDogs, Krotos Studio, GhostHack ou encore Soundsnap.

### Outils numériques pour la transformation du son

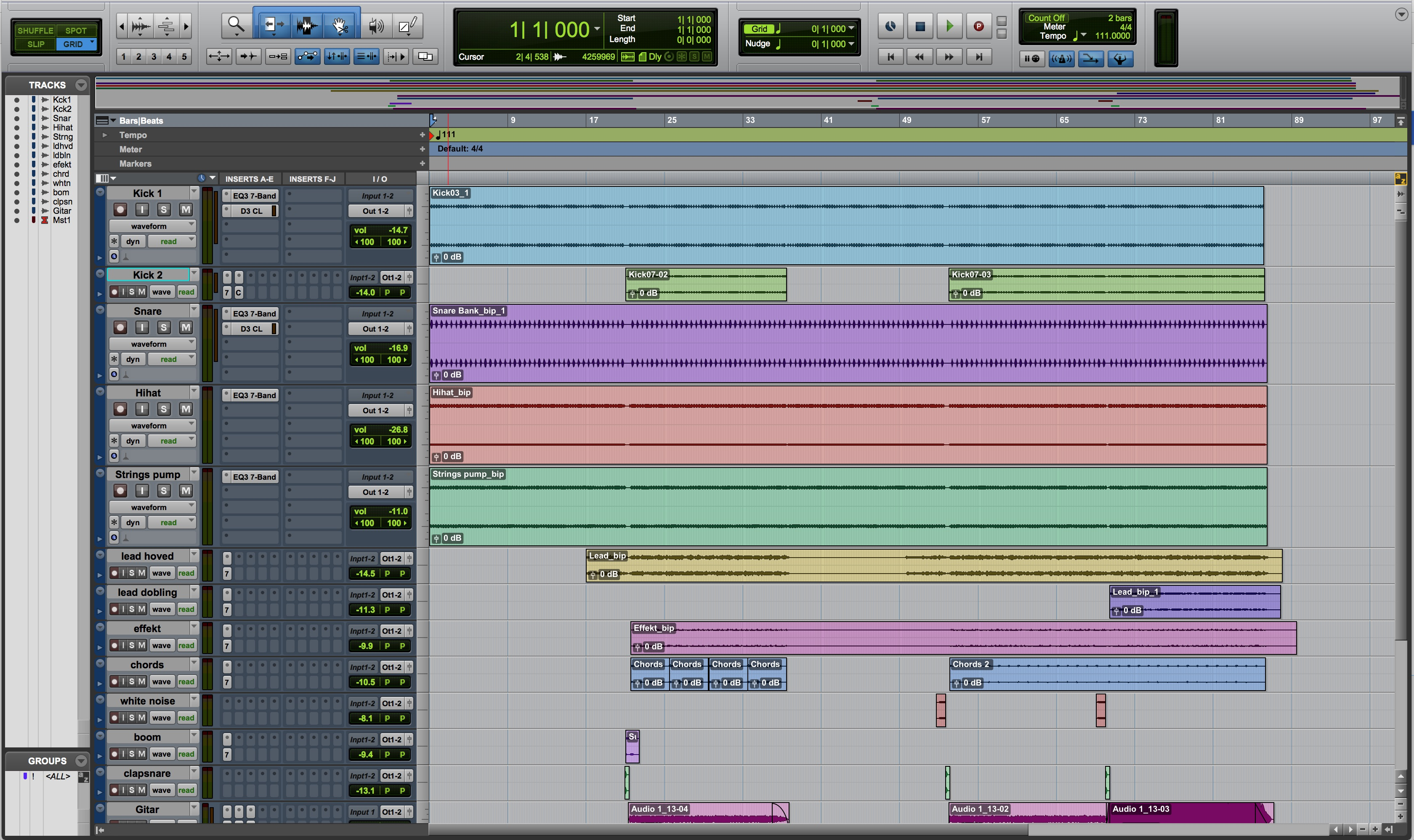
Interface du logiciel ProTools.

Le traitement du son s’effectue aujourd’hui sur des stations audionumériques (DAW) – par exemple Nuendo, Pro Tools, Reaper – qui offrent des fonctionnalités avancées, intégrant aisément de multiples plugins VST et effets (egalisation, dynamique, réverbération, délai, distorsion, synthèse granulaire, etc.), pour mélanger et transformer des enregistrements bruts en textures sonores riches et évolutives.
Parmi les plugins VST les plus utilisés, on peut citer : Serum, Massive, Omnisphere ou iZotope RX.

### Catégories sonores et méthodes de création
Le design sonore contemporain se décline la plupart du temps en trois catégories interconnectées :
- Ambiances : regroupant les enregistrements de décors et de paysages sonores (field recording) qui créent l’environnement immersif ;
- Bruitages (Foley) : reprenant tous les sons enregistrés, produits pour synchroniser et accentuer les actions à l’écran ;
- Effets spéciaux (SFX) : issus de traitements numériques ou de synthèse, qui renforcent l’impact dramatique et modifient de manière radicale le caractère sonore.

Les méthodes de création actuelles consistent à combiner ces approches de manière non linéaire. Par exemple, un enregistrement de terrain de haute qualité peut être retravaillé par des procédés de traitement granulaire ou modulé par des algorithmes de machine learning pour générer d'autres textures. Par conséquent, le design sonore n'admet pas de formalisme dans son processus de création, dès lors que le résultat sonore est atteint.

### Enjeux et perspectives
Grâce à l’intégration de techniques de deep learning et de modèles génératifs, la création sonore tend aujourd’hui vers une automatisation partielle de la conception – amorcée par le logiciel Krotos Studio –, tout en laissant une marge de créativité humaine indispensable. Par ailleurs, l’évolution des outils numériques ouvre la voie à des expériences auditives toujours plus immersives (technologie Dolby Atmos, simulation binaurale, 3D head tracking), afin de s’adapter aux nouvelles exigences des différents domaines.

## Domaines d'application
La captation sonore devient design sonore dès qu'il y a intention de manipulation.
Les domaines (non exhaustifs) :

### Cinéma
Dans la production cinématographique, le designer sonore est un membre de l'équipe du film, responsable de l'aspect original de la bande-son. L'appellation n'est contrôlée par aucune organisation.
Les termes de sound design et sound designer existaient déjà au théâtre et ont été introduits au cinéma lorsque Francis Ford Coppola demanda à Charlie Richmond, sound designer résident de l'American Conservatory Theatre (ACT) de San Francisco de rééditer les bandes du film Le Parrain, en 1972. En 1979, Walter Murch innove en tant que designer sonore pour le film Apocalypse Now, qui est le premier film utilisant le système 5.1.
En France, au début des années 1960, le compositeur Michel Fano défend l'idée de « continuum sonore », inspirée par celle de partition sonore du compositeur Edgard Varèse, en travaillant entre autres sur les films d'Alain Robbe-Grillet.

### Théâtre
Au théâtre et dans tous les genres de spectacles (son et lumière etc.) audiovisuels.

### Multimédia
À l'avènement des CD-Roms, le multimédia a permis l'essor du design sonore auquel le cinéma avait rarement recours, du moins en France dès 1995. Contrepoint de l'image, il permet d'humaniser les machines en ayant recours à la programmation aléatoire ou déterminée des événements tout en proposant une charte sonore comme il existe une charte graphique pour chaque projet. Le mouvement s'est prolongé sur Internet dans une moindre mesure, le son devenant gênant pour de nombreux utilisateurs surfant clandestinement depuis leur lieu de travail.

### Jeux vidéo
Le design sonore est évidemment présent dans le jeu vidéo, et permet notamment de fournir des indications au joueur. Elles permettent par exemple une lecture sonore de l'action à l'écran, ou encore d'apporter au joueur des indices (possibilité d'interaction avec le décor, manière de résoudre une énigme…). Dans The Witness (jeu vidéo, 2016) par exemple, créé par Jonathan Blow, les sons sont la clef de certaines énigmes. La musique de jeu vidéo incorpore aussi parfois cette technique, en s'adaptant à l'action à l'écran (variation du rythme ou des instruments lors d'une action intense, etc.) : on la retrouve par exemple dans des titres tels que Shadow of the Colossus ou The Legend of Zelda: Twilight Princess.

### Musique
Deux domaines, celui du son et celui des musiques électroacoustiques. Ces deux domaines s'interpénètrent suivant les cas ou les genres de musiques.

### Industrie & Urbanisme
Dès lors qu'un objet manufacturé produit du son, il peut mettre en jeu des notions de design sonore (électro-ménager, transport, etc.). En France, Louis Dandrel et Bernard Delage s'inspireront ainsi des recherches de R. Murray Schafer. L'usage du design sonore est également pensé pour certaines infrastructures et les mobiliers d'urbanisme, notamment en vue d'inclusion aux personnes malvoyantes. On retrouve, par exemple, des balises sonores aux feux des passages piétons à Villeurbanne et Rouen, là où le croisement du trafic est dense et dangereux.

### Publicité et Marketing sonore
La signature sonore — dit aussi sonal ou identité/logo sonore — est l'équivalent audio de l'identité ou du logo graphique pour la communication d'une société ou d'une marque.

## Sous-disciplines
Outre la capacité du designer sonore à enregistrer, créer et modifier du son, chaque designer sonore peut se spécialiser dans divers domaines qui exploitent des compétences techniques et artistiques spécifiques. Cette diversité permet ainsi de répondre aux exigences variées des industries du cinéma, du jeu vidéo, de la musique et des nouvelles technologies.

### Foley Artist

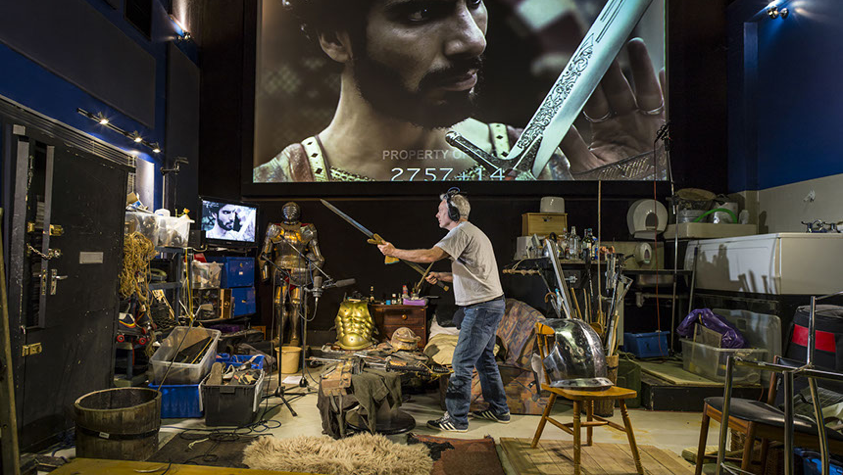
Un artiste Foley frottant un gant de cuir contre une lame d'épée et synchronisé à l'image. Le studio rempli d'objets est nommé une « salle Foley ».

Les artistes Foley (Foley artist en anglais) se spécialisent dans la création et l'enregistrement des effets sonores synchronisés avec l'image. Le métier trouve son origine avec Jack Foley, qui a développé des techniques pour recréer des sons en studio afin d'améliorer l'immersion sonore des films. Contrairement à l'utilisation de bibliothèques sonores préenregistrées, le travail des artistes Foley consiste à produire des sons en direct en manipulant divers objets, voire de les inventer.
Les artistes Foley possèdent des compétences en enregistrement, en synchronisation et notamment en observation des mouvements des personnages et des objets à l'écran. Ils utilisent divers matériaux et outils pour recréer des sons réalistes ou stylisés.
Quelques techniques communes (liste plus exhaustive dans l'article détaillée (en version anglaise uniquement) cité ci-dessus) :
- des noix de coco pour imiter des bruits de sabots de cheval,
- des gants ou des ballons de baudruche remplis d'amidon pour des bruits de pas dans la neige,
- des grandes feuilles de métal pour simuler des grondements de tonnerre,
- des légumes triturés pour imiter les sons de chair et de sang (exemple connu dans la conception sonore du film Sans un Bruit (2018)[6]).
- etc.

À la frontière avec la musique, un autre exemple marquant d'innovation se trouve dans le film The Lighthouse (2019). Le compositeur et sound designer Mark Korven utilise pour le film une boîte instrumentale connectée à plusieurs microphones piézoélectriques dont les sons sont ainsi transformés par plusieurs pédales d'effets sonore.

### Synthèse Sonore

Synthèse additive d'une onde en dents de scie.

La synthèse sonore est une discipline permettant de créer des sons à partir de modules électroniques analogiques ou numériques ou encore d'algorithmes. Elle repose sur différentes techniques, notamment les synthèse additive, soustractive, granulaire et Synthèse FM (modulation de fréquence). Ces méthodes permettent de générer des sons allant de l'imitation d’instruments acoustiques, de manière parfois très réaliste dans le cas de la synthèse par modélisation physique), à des sonorités totalement nouvelles et originales.
Les designers sonores spécialisés en synthèse maîtrisent les différents types de synthétiseurs, matériels ou logiciels, ainsi que les concepts de traitement du signal (en anglais, DSP "Digital Signal Processing"). Parmi les logiciels les plus prisés, on retrouve Serum, Massive, Reaktor et plus récemment Vital, qui offrent une large palette de possibilités sonores.
Avec l’essor de l’Intelligence artificielle (IA), de nouvelles avancées permettent d'automatiser ou d'assister la création sonore. Des algorithmes d’apprentissage profond peuvent générer des sons plus réalistes à partir de bases de données et de modèles entraînés. Des outils comme RAVE (développé par IRCAM) ou Sketch2Sound permettent de produire sans effort des textures sonores originales.

### Musique
Il est parfois difficile de définir la limite entre le design sonore et la musique tant ces domaines se chevauchent. Par exemple, le bourdon sonore d'une scène spécifique d'un film peut se retrouver dans la bande originale musicale de celui-ci. Dans bien des cas, comme dans la Musique concrète (musique acousmatique) ou la musique sérielle, les deux domaines sont étroitement liés, les règles habituelles de l'harmonie et du rythme glissant vers une forme plus expérimentale liée à la matière sonore. Un artiste de musique électronique peut aussi créer et programmer une grande partie voire la totalité des sons qu'il utilise dans son œuvre. Il convient toutefois de comprendre que la musique émane du design sonore dans le sens où ce dernier s'intéresse au son peu importe son usage tandis que la musique s'intéresse à la façon d'employer le son pour un but abstrait et narratif (artistique)[pas clair].
La connaissance musicale pour un designer sonore peut lui ouvrir la voie vers un aspect plus artistique ou esthétique. Par exemple, la tonalité des casseroles dans une cuisine, des cris de joie harmonisés, ou une scène de combat dont les coups sont rythmés sont autant de façon d'apporter une musicalité dans une bande son qui sera alors perçue différemment en fonction de l'auditeur.

### Intégration Sonore
L'intégration sonore est un métier à part entière qui consiste à implanter des éléments sonores dans un environnement interactif, notamment dans le jeu vidéo et la réalité virtuelle. Contrairement à la post-production linéaire du cinéma, l'intégration sonore dans le jeu vidéo nécessite une approche dynamique, où les sons s’adaptent en fonction des actions du joueur et de la narration.

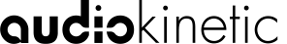
Logo d'Audiokinetic, développant Wwise.

Ce domaine requiert des compétences supplémentaire en programmation informatique, en middleware audio et en moteur de jeu. Wwise, un des outils les plus utilisés, permet de paramétrer des sons interactifs sans nécessiter de compétences avancées en code. D’autres logiciels comme FMOD et Fabric offrent également des solutions d’intégration audio performantes.
Les enjeux de l’intégration sonore incluent l’optimisation des ressources – RAM et CPU – pour éviter la surcharge des performances du jeu, la spatialisation 3D – stéréo binaural, 5.1, Dolby 7.1, etc. – pour un réalisme immersif, ainsi que l’implémentation de plug-in additionnels pour la lecture et l'association des banques de son au moteur de jeu.

## Principaux logiciels
Logiciels propriétaires :
- Ableton Live
- Adobe Audition
- Apple Logic Pro
- Audiokinetic Wwise
- Avid Pro Tools
- Bitwig Studio
- Cakewalk Sonar
- Cockos Reaper
- Fabric[11]
- Image Line FL Studio
- Magix Samplitude
- Merging Technologies Pyramix[12]
- MOTU Digital Performer
- Native Instrument Komplete
- Sensomusic Usine
- Sony Acid Pro
- Steinberg Cubase
- Steinberg Nuendo

Logiciels libres : 
- Audacity
- LMMS (Linux Multimedia Studio)